# T.B. Sheets
T.B. Sheets es un álbum recopilatorio del músico norirlandés Van Morrison. Fue  publicado en diciembre de 1973 por Bang Records.

## Contenido
El álbum recopilatorio contenía 5 canciones que aparecieron en el primer álbum de Morrison, Blowin' Your Mind! (1967), y también incluía las primeras versiones de «Beside You» y «Madame George» que Morrison había reelaborado para Astral Weeks (1968). T.B. Sheets también incluía la canción inédita «It's All Right», que había sido publicada en The Best of Van Morrison (1970).

## Recepción de la crítica
Un escritor no especificado de la revista Record World le otorgó el certificado de “Hit of the Week”, y describió T.B. Sheets como “una importante reedición de las primeras grabaciones fabulosamente creativas de Van Morrison”. Un escritor no especificado de la revista Cash Box declaró: “Como siempre, la voz distintiva de Van y su increíble inclinación por la coloratura son el alma y la sustancia del álbum, pero escuche nuevamente las perspicaces letras y apreciará el paquete aún más”. Un escritor no especificado de la revista Billboard describió T.B. Sheets como “un LP que es interesante y vale la pena, especialmente por su valor histórico y también por su contenido”. En una reseña en retrospectiva para AllMusic, William Ruhlmann señaló que T.B. Sheets “se centra en las canciones más largas y ambiciosas de Morrison”.

## Lista de canciones
Todas las canciones escritas y compuestas por Van Morrison.
Lado uno
1. «He Ain't Give You None» – 5:11
2. «Beside You» – 6:07
3. «It's All Right» – 5:04
4. «Madame George» – 5:13

Lado dos
1. «T.B. Sheets» – 9:44
2. «Who Drove the Red Sports Car?» – 5:26
3. «Ro Ro Rosey» – 3:07
4. «Brown Eyed Girl» – 3:06

## Créditos y personal
Créditos adaptados desde las notas de álbum de T.B. Sheets.
Músicos
- Van Morrison – voces, guitarra
- Eric Gale, Hugh McCracken, Al Gorgoni, Donald Thomas – guitarra
- Bob Bushnell, Russell Savakas – bajo eléctrico
- Herbie Lovelle, Gary Chester – batería
- George Devins – percusión, vibráfono
- Artie Butler, Paul Griffin – teclados
- Artie Kaplan, Seldon Powell – flauta, saxofón
- Jeff Berry – pandereta, coros
- The Sweet Inspirations – coros

Personal técnico
- Bert Berns – productor
- Brooks Arthur – ingeniero de audio
- Eddie Biscoe – director artístico
- John Van Hamersveld, Mark Finklestein – diseño de portada
- Tomas Burzinski – ilustración
- Allan Mason, Kevin Powell – gestión de producto